# Сент Џозеф (Илиноис)
Сент Џозеф (енгл. St. Joseph) град је у америчкој савезној држави Илиноис.

## Демографија
По попису из 2010. године број становника је 3.967, што је 1.055 (36,2%) становника више него 2000. године.
| Група             | 2000.         | 2010.         |
| Белци             | 2.862 (98,3%) | 3.796 (95,7%) |
| Афроамериканци    | 3 (0,1%)      | 14 (0,4%)     |
| Азијати           | 7 (0,2%)      | 21 (0,5%)     |
| Хиспаноамериканци | 25 (0,9%)     | 96 (2,4%)     |
| Укупно            | 2.912         | 3.967         |